# ZNF783
ZNF783 (англ. Zinc finger family member 783) – білок, який кодується однойменним геном, розташованим у людей на 7-й хромосомі. Довжина поліпептидного ланцюга білка становить 281 амінокислот, а молекулярна маса — 31 422.
| 10         |  | 20         |  | 30         |  | 40         |  | 50         |
| ---------- |  | ---------- |  | ---------- |  | ---------- |  | ---------- |
| MAEAAPARDP |  | ETDKHTEDQS |  | PSTPLPQPAA |  | EKNSYLYSTE |  | ITLWTVVAAI |
| QALEKKVDSC |  | LTRLLTLEGR |  | TGTAEKKLAD |  | CEKTAVEFGN |  | QLEGKWAVLG |
| TLLQEYGLLQ |  | RRLENVENLL |  | RNRNFWILRL |  | PPGSKGEAPK |  | VPVTFDDVAV |
| YFSELEWGKL |  | EDWQKELYKH |  | VMRGNYETLV |  | SLDYAISKPD |  | ILTRIERGEE |
| PCLDRWGQEK |  | GNEVEVGRPR |  | MMGTGLPPYP |  | EHLTSPLSPA |  | QEELKEGQAP |
| KQQQDSEARV |  | APAGPEAGLA |  | LRTDLQGEAQ |  | I          |  |            |

A: Аланін

C: Цистеїн

D: Аспарагінова кислота

E: Глутамінова кислота

F: Фенілаланін

G: Гліцин

H: Гістидин

I: Ізолейцин

K: Лізин

L: Лейцин

M: Метіонін

N: Аспарагін

P: Пролін

Q: Глутамін

R: Аргінін

S: Серин

T: Треонін

V: Валін

W: Триптофан

Задіяний у таких біологічних процесах, як транскрипція, регуляція транскрипції, ацетилювання, альтернативний сплайсинг. 
Білок має сайт для зв'язування з ДНК. 
Локалізований у ядрі.